# Sébastien Ogier
Sébastien Ogier (Gap, Francuska, 17. prosinca 1983.) francuski je reli vozač koji se trenutno natječe u Svjetskom reli prvenstvu za ekipu Toyota GAZOO Racing WRC. 
Ostvarivši 58 pobjeda u Svjetskom prvenstvu u reliju i 8 naslova, od kojih 6 uzastopnih od 2013. do 2018., drugi je najuspješniji WRC vozač nakon bivšeg Citroën WRC timskog kolege Sébastiena Loeba s 9 naslova. Nadalje, on je jedan od dvojice vozača (zajedno s Juhom Kankkunenom) koji su osvojili Svjetsko prvenstvo s 3 različita proizvođača automobila.
Ogier je 2008. osvojio svjetsku juniorsku kategoriju i iste godine debitirao u glavnoj kategoriji, u kojoj od tada sudjeluje. Njegov suvozač je Julien Ingrassia, s kojim je osvojio Svjetsko prvenstvo u reliju 2013., 2014., 2015., 2016., 2017., 2018. i 2020. godine, nakon devet godina hegemonije Sébastiena Loeba.
Nakon što je 2007. osvojio Peugeot 206 Kup, sljedeće je godine debitirao u Juniorskom svjetskom prvenstvu u reliju, gdje je završio kao prvak, unatoč tome što se nije natjecao ni u jednoj fazi Svjetskog prvenstva, nakon što je ostvario tri pobjede i drugo mjesto. Iste godine debitirao je u glavnoj kategoriji, nastupivši prvi put na reliju Meksiko i osvojivši svoj jedini bod, nakon što je završio osmi.
Na sljedećem Svjetskom prvenstvu, utrkujući se za Citroënov satelitski tim, Citroën Junior Team, postigao je svoje prvo postolje, drugo mjesto na Akropolis Reliju. Na kraju prvenstva završio je na osmom mjestu, s 24 boda.
U svojoj trećoj sezoni u prvenstvu ostvarit će prvu pobjedu, u portugalskoj etapi. Ipak će osvojiti još jednu pobjedu, na japanskom reliju. U narednoj sezoni 2011. ostvarit će dvije uzastopne pobjede.
Godine 2013. Ogier je postao prvi vozač koji je osvojio svjetsko prvenstvo u reliju nakon devet godina hegemonije njegovog sunarodnjaka Sébastiena Loeba. To je bilo zbog Loebovog umirovljenja, unatoč tome što se natjecao u četiri utrke tijekom sezone. Ogier je završio Svjetsko prvenstvo s 290 bodova, 114 bodova ispred Belgijanca Thierryja Neuvillea, osvojivši devet od trinaest utrka sezone. U dva navrata je bio drugi (oba puta iza Loeba), a bodove nije osvojio samo u njemačkoj etapi, kada je utrku završio kao tek sedamnaesti.
Godine 2017., nakon što je Volkswagen Motorsport najavio povlačenje iz Svjetskog prvenstva, Ogier je potpisao ugovor s privatnim timom M-Sport World Rally Team koji koristi Ford Fiestu WRC. Ogier je osvojio svoj peti naslov nakon što je završio treći na Reliju Wales.
U 2018., u svojoj drugoj i posljednjoj godini s M-Sport World Rally Teamom, Ogier je osvojio svoj šesti naslov, a također je otkrio da je potpisao ugovor s Citroën Total World Rally Teamom za sezonu 2019./2020.
Sebastien Ogier je pobjednik Reli Hrvatska 2021., prvoga u sklopu Svjetskog prvenstva u reliju. Sudjelovao je i u prometnoj nezgodi u Zagrebu vozeći s jednog brzinca na drugi, srećom u nezgodi nije bilo ozljeđenih. Njegov automobil je mogao nastaviti natjecanje unatoč oštećenju desnih vrata i poremećenoj aerodinamici.